# Tercerón
En el sistema de castas americanas durante la colonia, tercerón o morisco era el hijo de un padre mulato y otro blanco, es decir, de tres cuartos blanco y un cuarto negro.
Por ampliación, tercerón es aquella persona fenotípicamente blanca, pero genotípicamente de generaciones recientes mulatas. Podemos hoy encontrar grandes poblaciones terceronas en las Islas Canarias y todo el norte de África. Las poblaciones nativas de Arabia Saudita son de una conformación morisca desde miles de años. También representan poblaciones notables en América Latina, tales como la mayoría de los portorriqueños y una gran parte de los dominicanos, brasileños y cubanos.